# Carville-la-Folletière
Pour les articles homonymes, voir Carville.
Carville-la-Folletière est une commune française située dans le département de la Seine-Maritime en région Normandie.

## Géographie

### Localisation
| Saint-Martin-de-l'If | Saint-Martin-de-l'If   | Saint-Martin-de-l'If |
| Saint-Martin-de-l'If | Carville-la-Folletière | Saint-Martin-de-l'If |
| Saint-Martin-de-l'If | Blacqueville           | Saint-Martin-de-l'If |

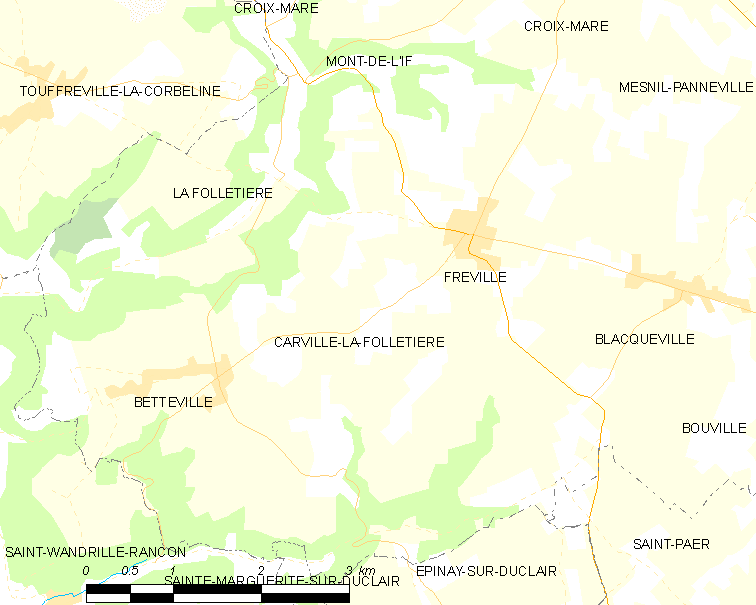
Carte de la commune.
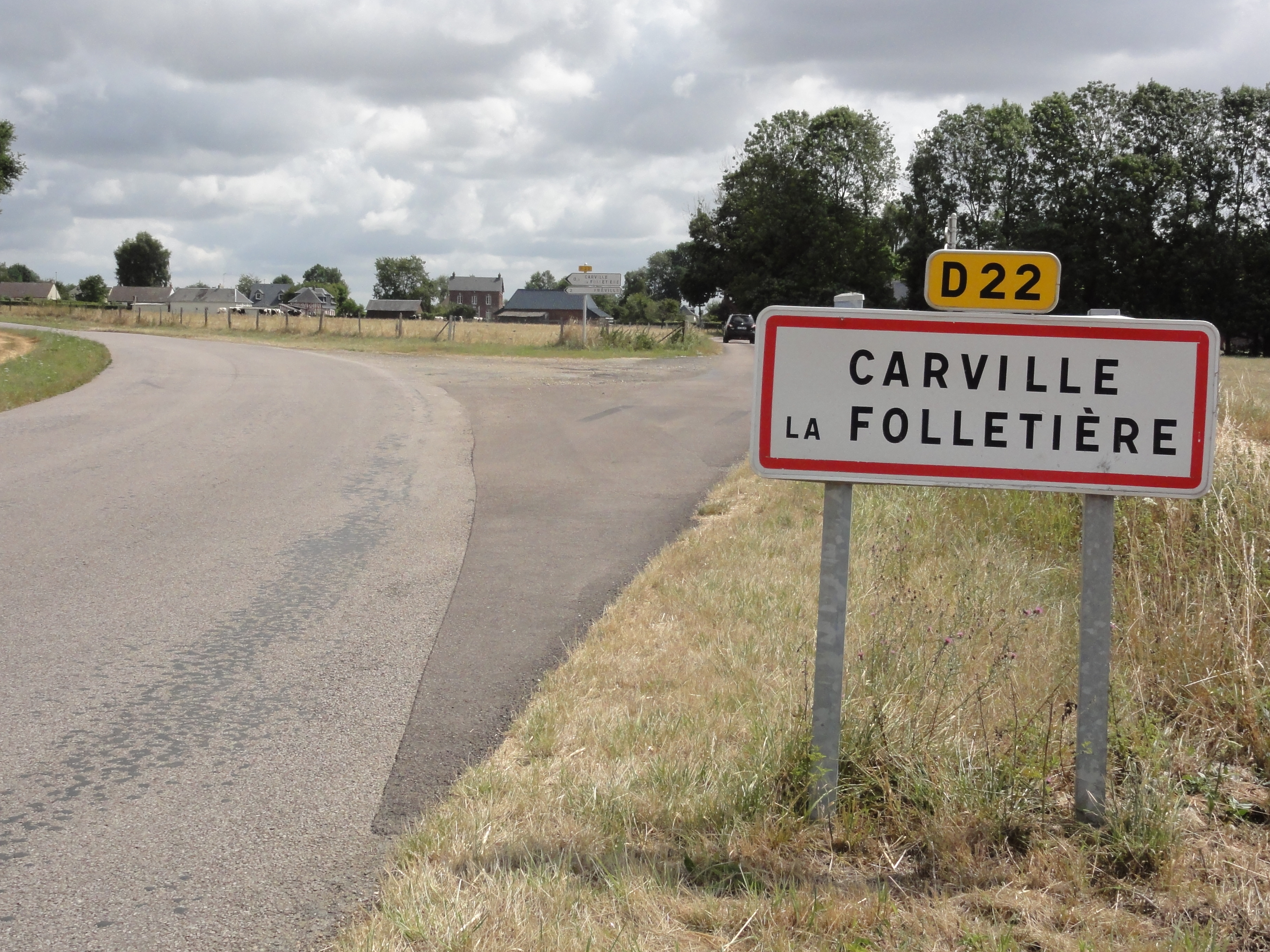
Entrée de Carville-la-Folletière.
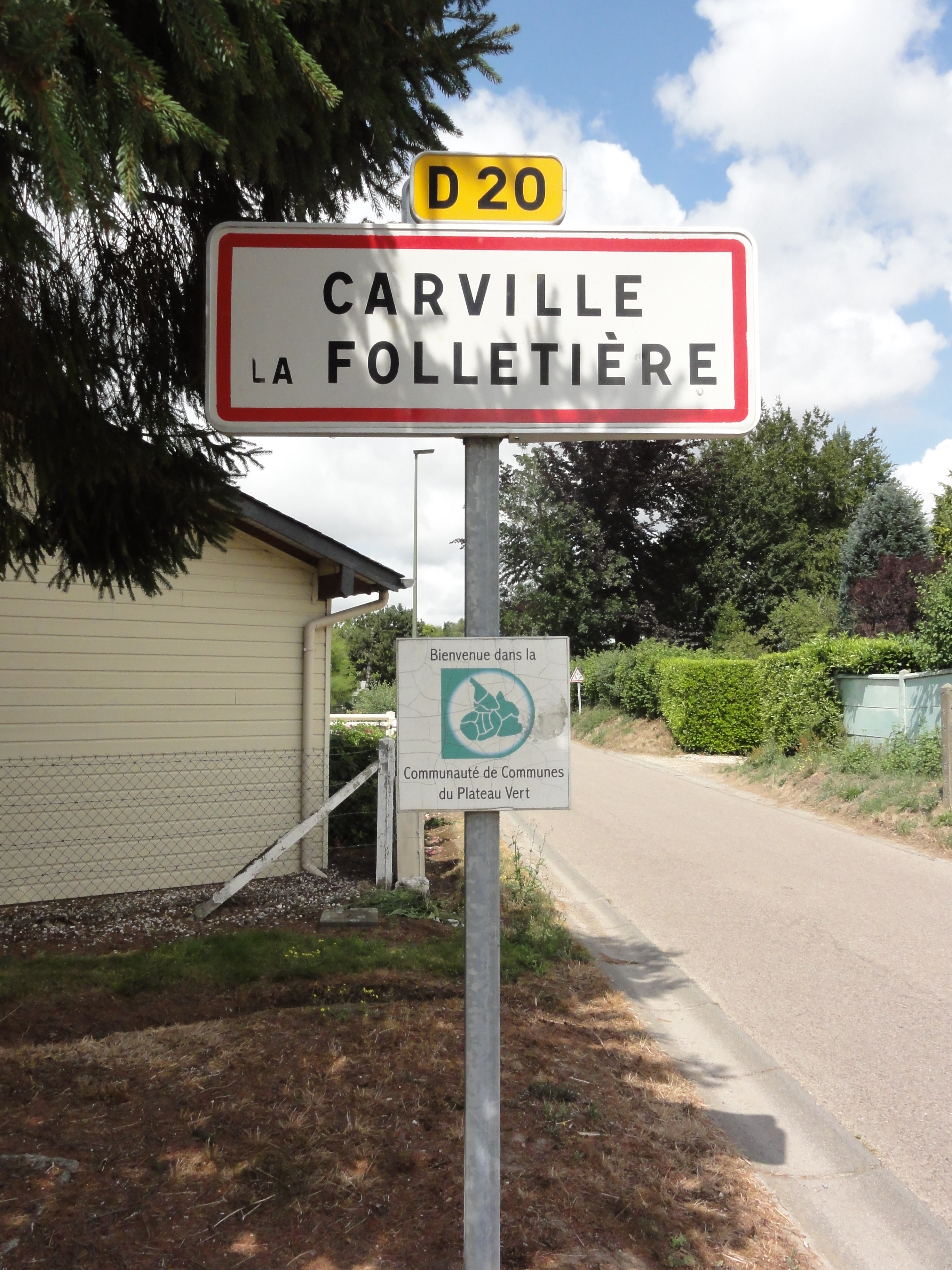
Bienvenue dans l'(ancienne) communauté de communes du Plateau Vert.
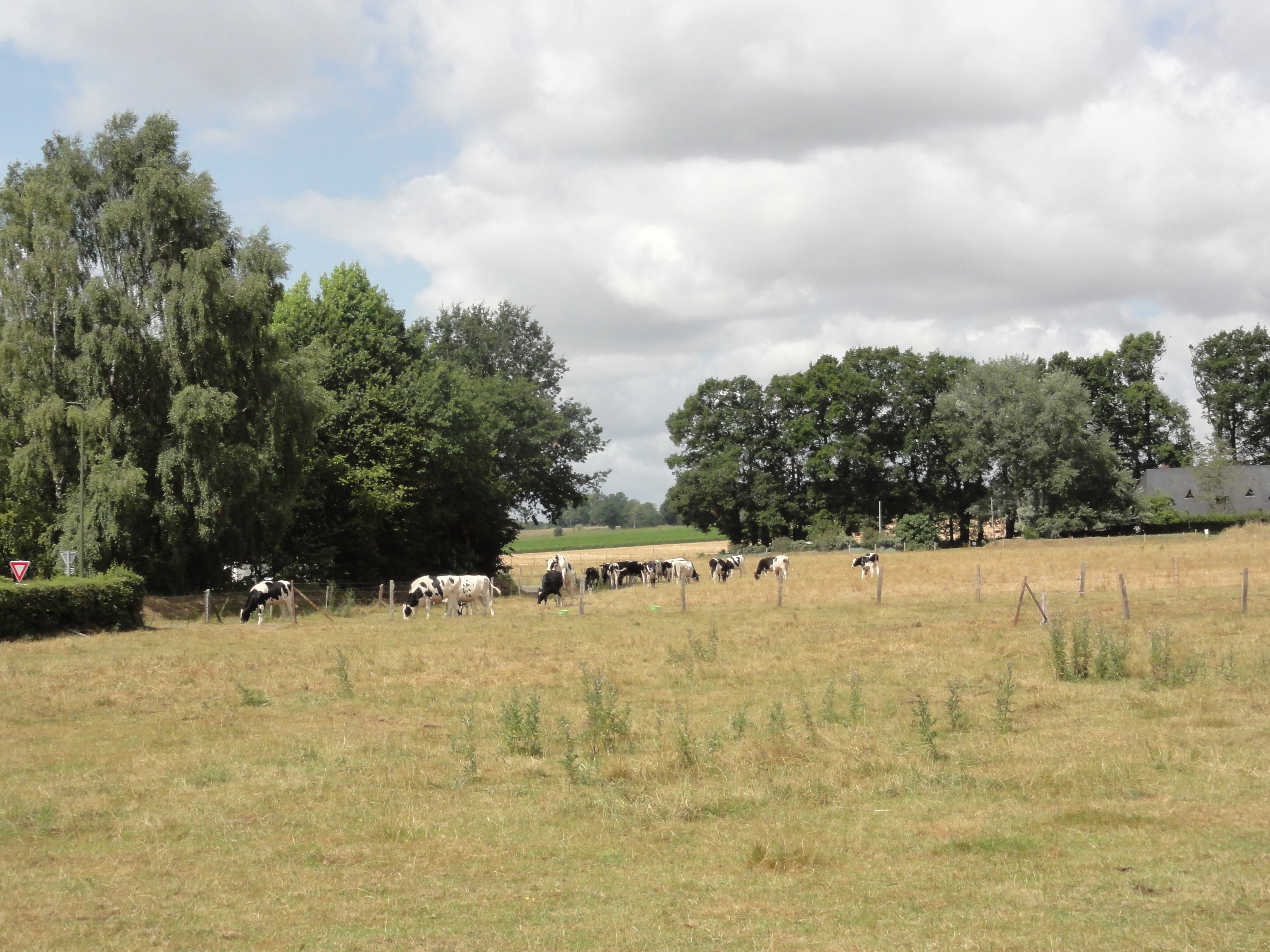
Paysage avec vaches.

### Hydrographie
La commune est située dans le bassin Seine-Normandie. Elle n'est drainée par aucun cours d'eau,. Néanmoins un plan d'eau est présent sur le territoire communal : la mare Saint-Germain (0,12 ha),.

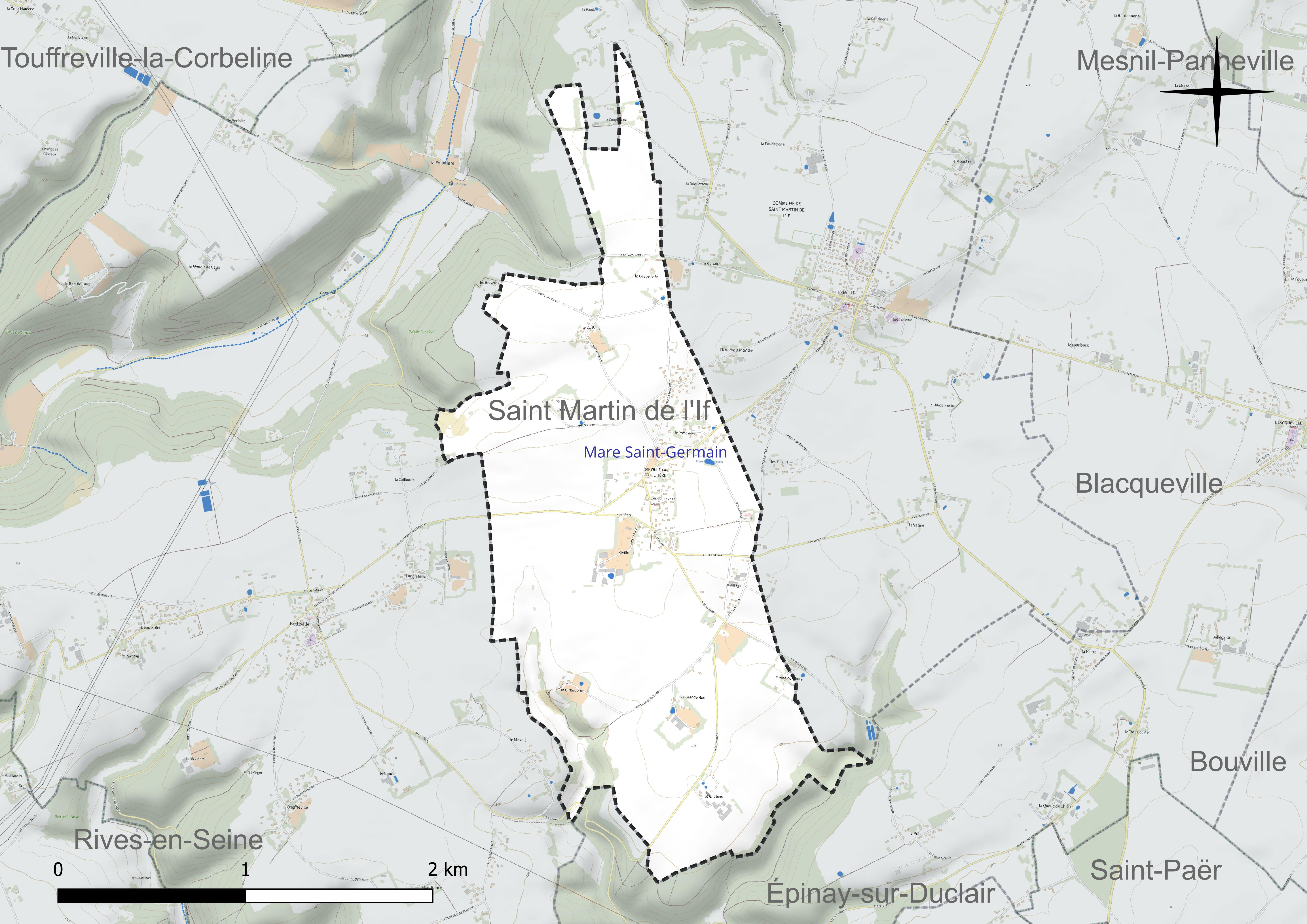
Réseau hydrographique de Carville-la-Folletière.

### Climat
Pour des articles plus généraux, voir Climat de la Normandie et Climat de la Seine-Maritime.
En 2010, le climat de la commune est de type climat des marges montargnardes, selon une étude du CNRS s'appuyant sur une série de données couvrant la période 1971-2000. En 2020, Météo-France publie une typologie des climats de la France métropolitaine dans laquelle la commune est exposée à un climat océanique et est dans la région climatique Côtes de la Manche orientale, caractérisée par un faible ensoleillement (1 550 h/an) ; forte humidité de l’air (plus de 20 h/jour avec humidité relative > 80 % en hiver), vents forts fréquents. Parallèlement le GIEC normand, un groupe régional d’experts sur le climat, différencie quant à lui, dans une étude de 2020, trois grands types de climats pour la région Normandie, nuancés à une échelle plus fine par les facteurs géographiques locaux. La commune est, selon ce zonage, exposée à un « climat maritime », correspondant au Pays de Caux, frais, humide et pluvieux, légèrement plus frais que dans le Cotentin.
Pour la période 1971-2000, la température annuelle moyenne est de 10,4 °C, avec une amplitude thermique annuelle de 13,9 °C. Le cumul annuel moyen de précipitations est de 900 mm, avec 13,3 jours de précipitations en janvier et 8,4 jours en juillet. Pour la période 1991-2020, la température moyenne annuelle observée sur la station météorologique la plus proche, située sur la commune d'Ectot-lès-Baons à 9 km à vol d'oiseau, est de 10,8 °C et le cumul annuel moyen de précipitations est de 905,5 mm,. Pour l'avenir, les paramètres climatiques de la commune estimés pour 2050 selon différents scénarios d’émission de gaz à effet de serre sont consultables sur un site dédié publié par Météo-France en novembre 2022.

## Urbanisme

### Typologie
Au 1er janvier 2024, Carville-la-Folletière est catégorisée bourg rural, selon la nouvelle grille communale de densité à sept niveaux définie par l'Insee en 2022.
Elle est située hors unité urbaine. Par ailleurs la commune fait partie de l'aire d'attraction de Rouen, dont elle est une commune de la couronne,. Cette aire, qui regroupe 317 communes, est catégorisée dans les aires de 200 000 à moins de 700 000 habitants,.

### Occupation des sols
L'occupation des sols de la commune, telle qu'elle ressort de la base de données européenne d’occupation biophysique des sols Corine Land Cover (CLC), est marquée par l'importance des territoires agricoles (96,9 % en 2018), une proportion identique à celle de 1990 (96,9 %). La répartition détaillée en 2018 est la suivante : 
terres arables (74,2 %), prairies (12,6 %), zones agricoles hétérogènes (10,1 %), forêts (3,1 %). L'évolution de l’occupation des sols de la commune et de ses infrastructures peut être observée sur les différentes représentations cartographiques du territoire : la carte de Cassini (XVIIIe siècle), la carte d'état-major (1820-1866) et les cartes ou photos aériennes de l'IGN pour la période actuelle (1950 à aujourd'hui).

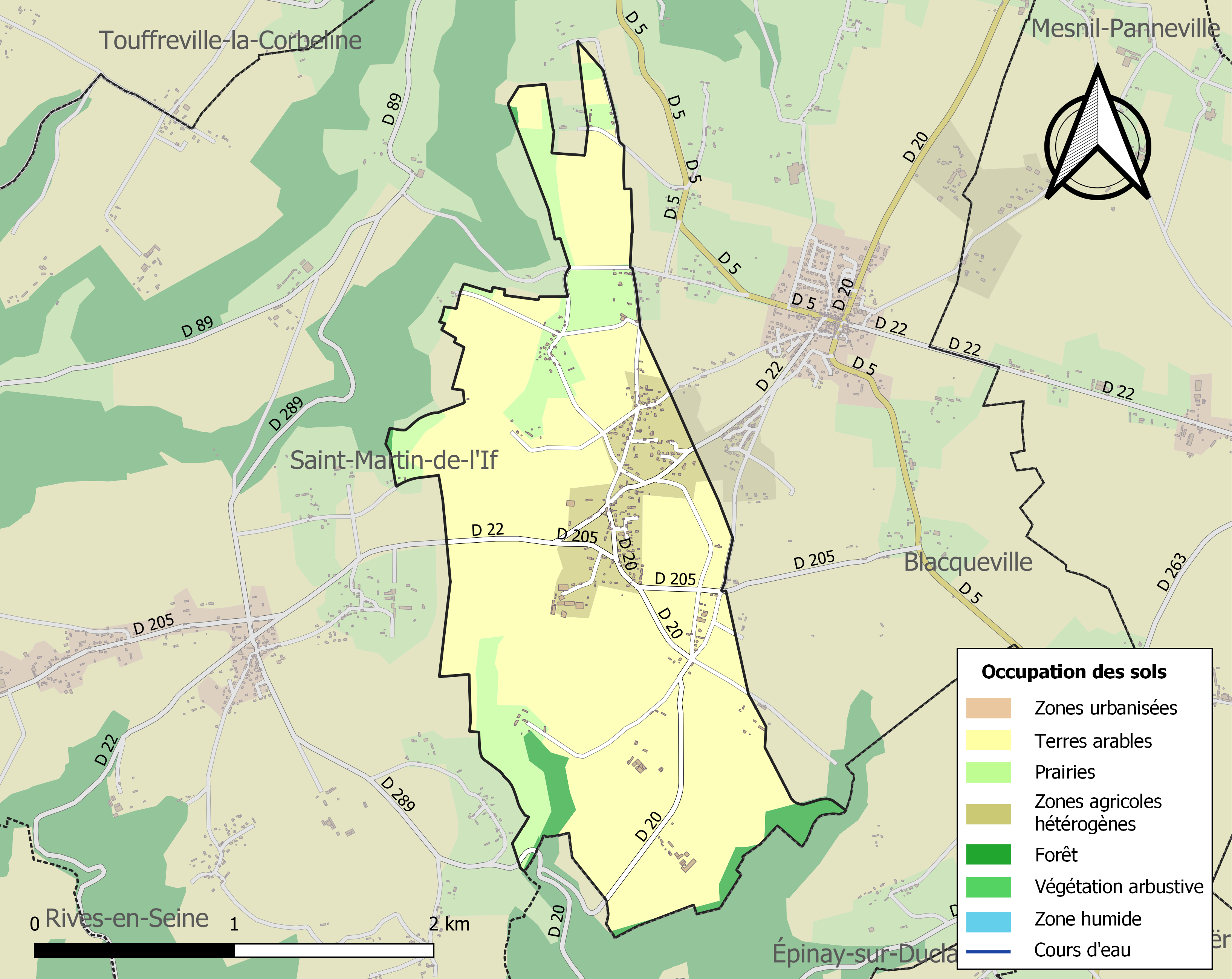
Carte des infrastructures et de l'occupation des sols de la commune en 2018 (CLC).

### Voies de communication et transports
La commune est desservie par la ligne de car régional Nomad 526 qui va à Rouen.

## Toponymie
Le nom de la localité est attesté sous les formes Cara villa vers 1024, Carevilla au XIIIe siècle, Kareville en 1403 (Archives départementales de la Seine-Maritime, G 3267), Saint Germain de Carville en 1440 (Arch. S.-M. G 43), Carville sur la Folletière près Caudebec et Saint Germain de Carville près Saint Wandrille en 1464, Cailleville la Folletière en 1468 (Arch. S.-M. Tab. Rouen), Carville sur la Folletière en 1648, Saint Germain de Carville sur la Folletière en 1670 (Arch. S.-M. G 1361), Carville sur la Forestière en 1715 (Frémont), Saint Germain de Carville en 1717 (Arch. S.-M. G 741), Carville la Forestière ou la Folletière en 1738 (Pouillé), Carville sur la Forestière ou sur la Folletière en 1740 (Duplessis I, 388), Carville la Folletière en 1757 (Cassini), Carville sur la Folletière en 1788 (Dict.), Carville-la-Folletière en 1953.

### Vie associative

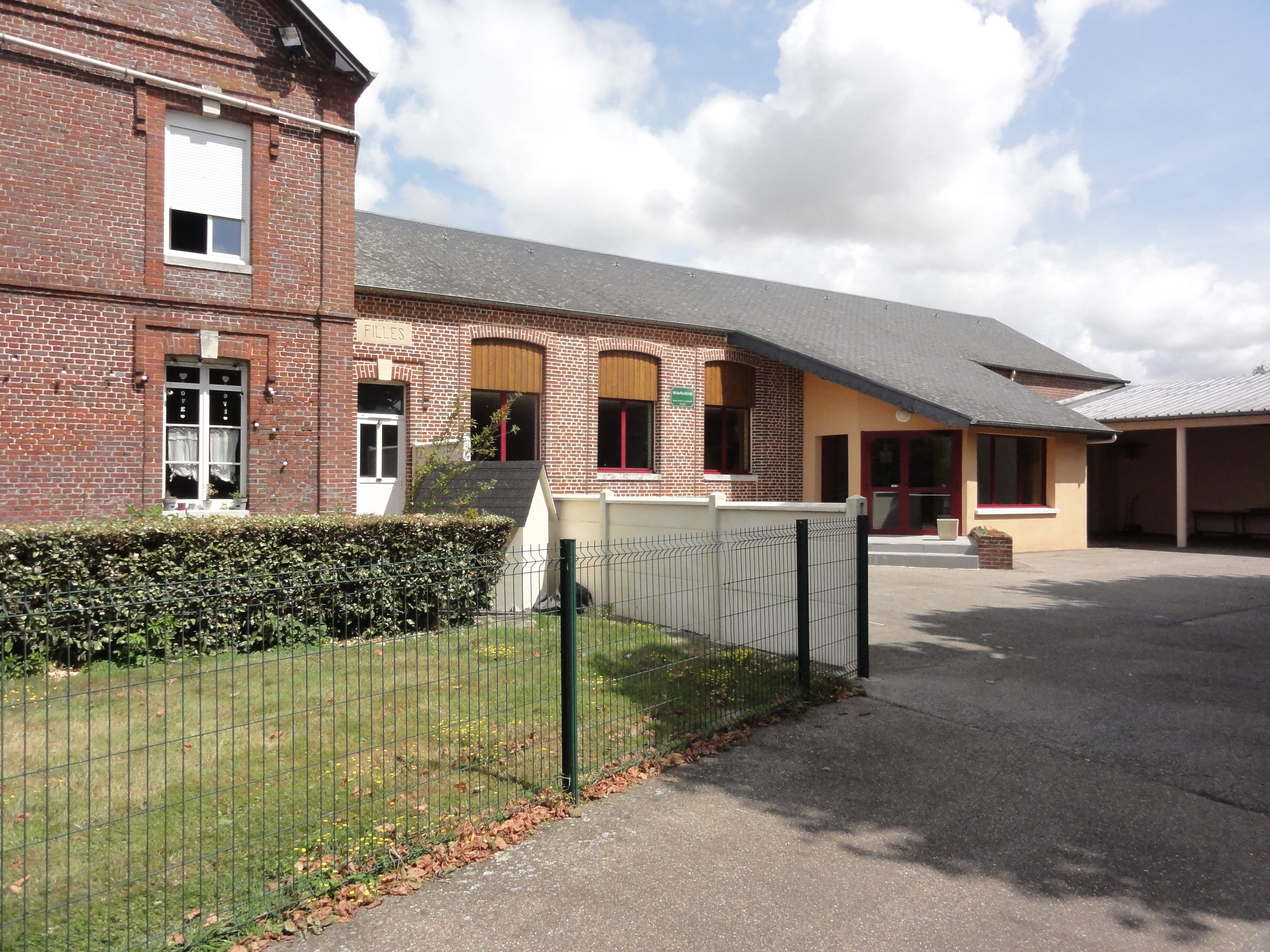
La salle polyvalente derrière la mairie.

## Politique et administration
| Période                                  | Période                    | Identité             | Étiquette | Qualité                        |
| ---------------------------------------- | -------------------------- | -------------------- | --------- | ------------------------------ |
| Les données manquantes sont à compléter. |                            |                      |           |                                |
| 1835                                     |                            | M. Tripier           |           |                                |
| 1902                                     |                            | M. Deconihout        |           |                                |
| Les données manquantes sont à compléter. |                            |                      |           |                                |
| 1994                                     | mars 2008                  | Jean-Pierre Silliard |           |                                |
| mars 2008                                | En cours (au 10 août 2020) | Jean-Louis Luc       |           | Réélu pour le mandat 2020-2026 |

## Population et société

### Démographie
L'évolution du nombre d'habitants est connue à travers les recensements de la population effectués dans la commune depuis 1793. Pour les communes de moins de 10 000 habitants, une enquête de recensement portant sur toute la population est réalisée tous les cinq ans, les populations de référence des années intermédiaires étant quant à elles estimées par interpolation ou extrapolation. Pour la commune, le premier recensement exhaustif entrant dans le cadre du nouveau dispositif a été réalisé en 2008.

En 2022, la commune comptait 419 habitants, en évolution de −3,68 % par rapport à 2016 (Seine-Maritime : +0,35 %, France hors Mayotte : +2,11 %).
| 1793 | 1800 | 1806 | 1821 | 1831 | 1836 | 1841 | 1846 | 1851 |
| ---- | ---- | ---- | ---- | ---- | ---- | ---- | ---- | ---- |
| 372  | 380  | 352  | 367  | 395  | 361  | 347  | 377  | 372  |

| 1856 | 1861 | 1866 | 1872 | 1876 | 1881 | 1886 | 1891 | 1896 |
| ---- | ---- | ---- | ---- | ---- | ---- | ---- | ---- | ---- |
| 348  | 368  | 343  | 305  | 303  | 311  | 286  | 309  | 277  |

| 1901 | 1906 | 1911 | 1921 | 1926 | 1931 | 1936 | 1946 | 1954 |
| ---- | ---- | ---- | ---- | ---- | ---- | ---- | ---- | ---- |
| 269  | 260  | 215  | 192  | 215  | 205  | 201  | 223  | 211  |

| 1962 | 1968 | 1975 | 1982 | 1990 | 1999 | 2006 | 2008 | 2013 |
| ---- | ---- | ---- | ---- | ---- | ---- | ---- | ---- | ---- |
| 202  | 186  | 207  | 199  | 224  | 222  | 317  | 344  | 427  |

| 2018 | 2022 | - | - | - | - | - | - | - |
| ---- | ---- | - | - | - | - | - | - | - |
| 415  | 419  | - | - | - | - | - | - | - |

## Culture locale et patrimoine

### Lieux et monuments
- L'église Saint-Germain de Carville-la-Folletière, située à quelque distance du village.
- Le monument aux morts.
- L'oratoire de l'étang.
- Le calvaire sur la route de Fréville (D 22).

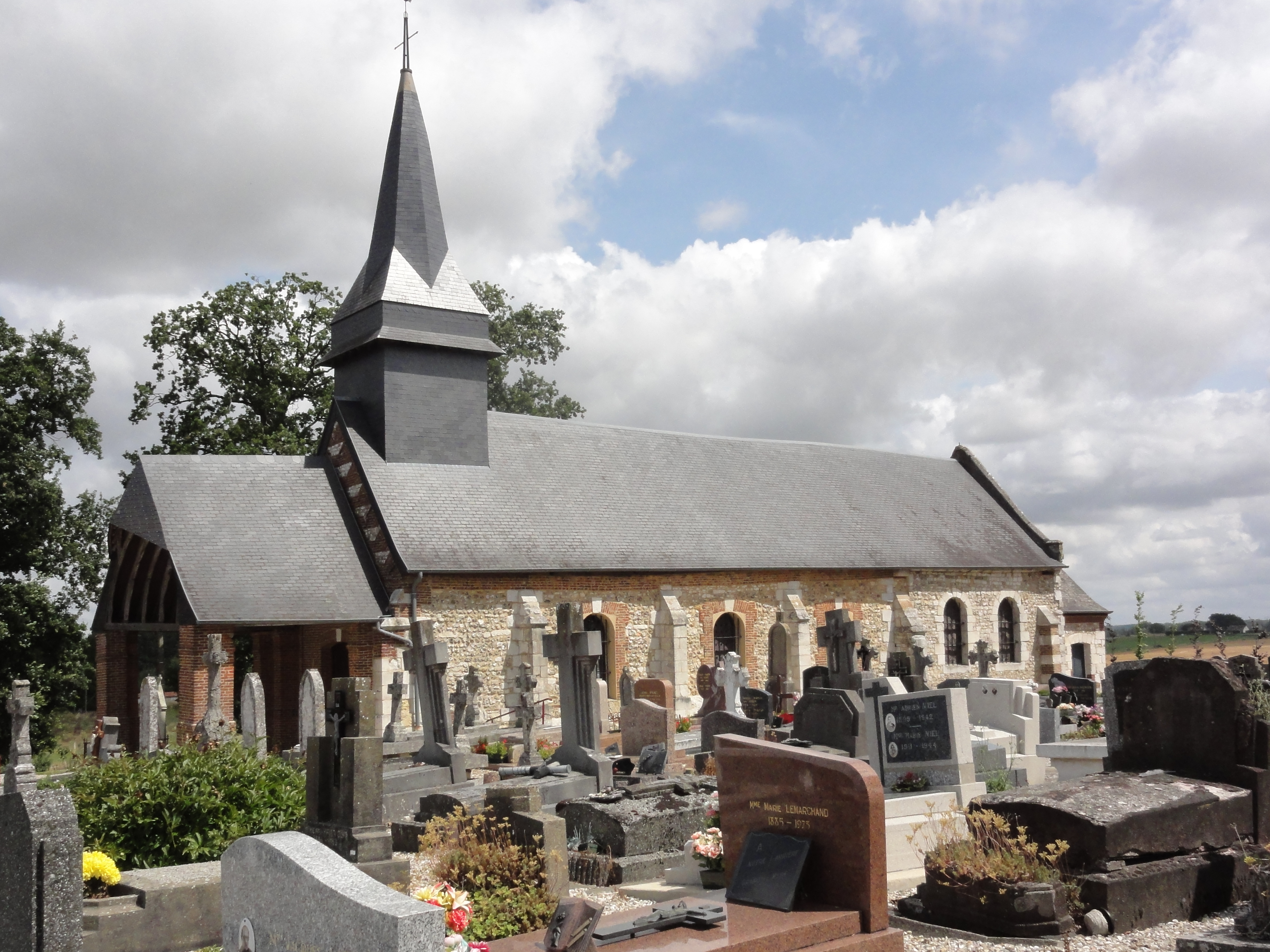
L'église Saint-Germain.
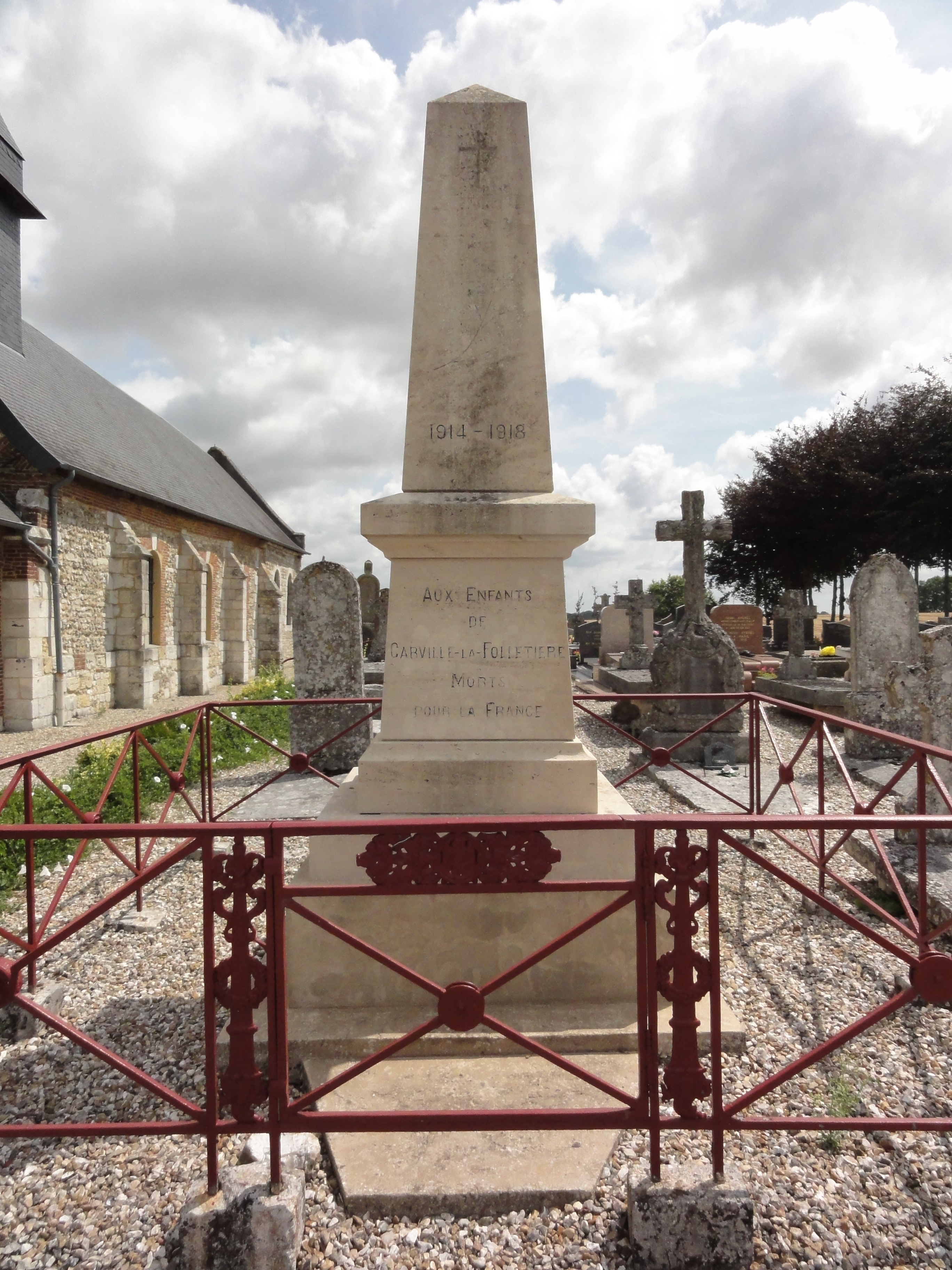
Le monument aux morts.
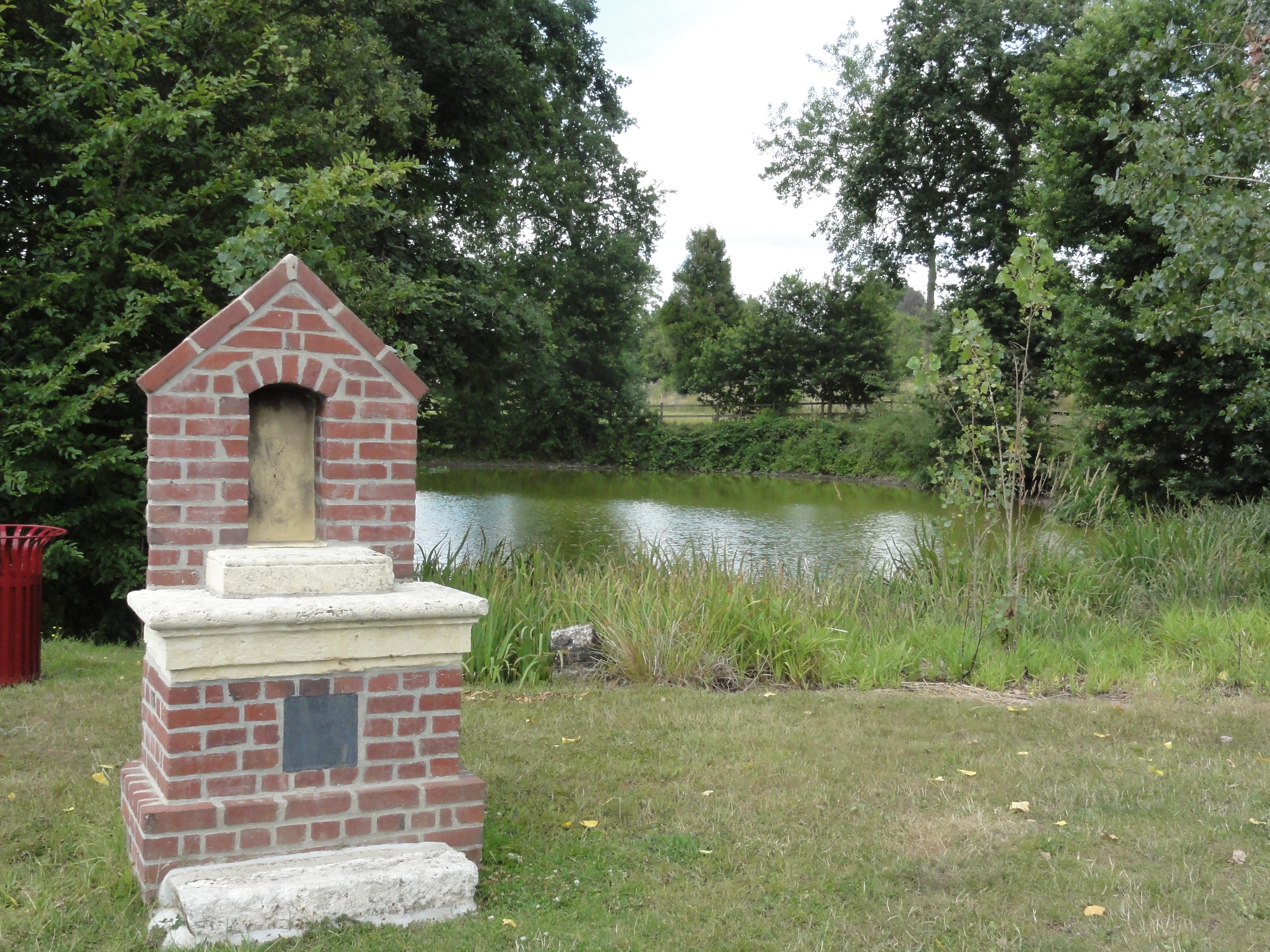
L'oratoire de l'étang.
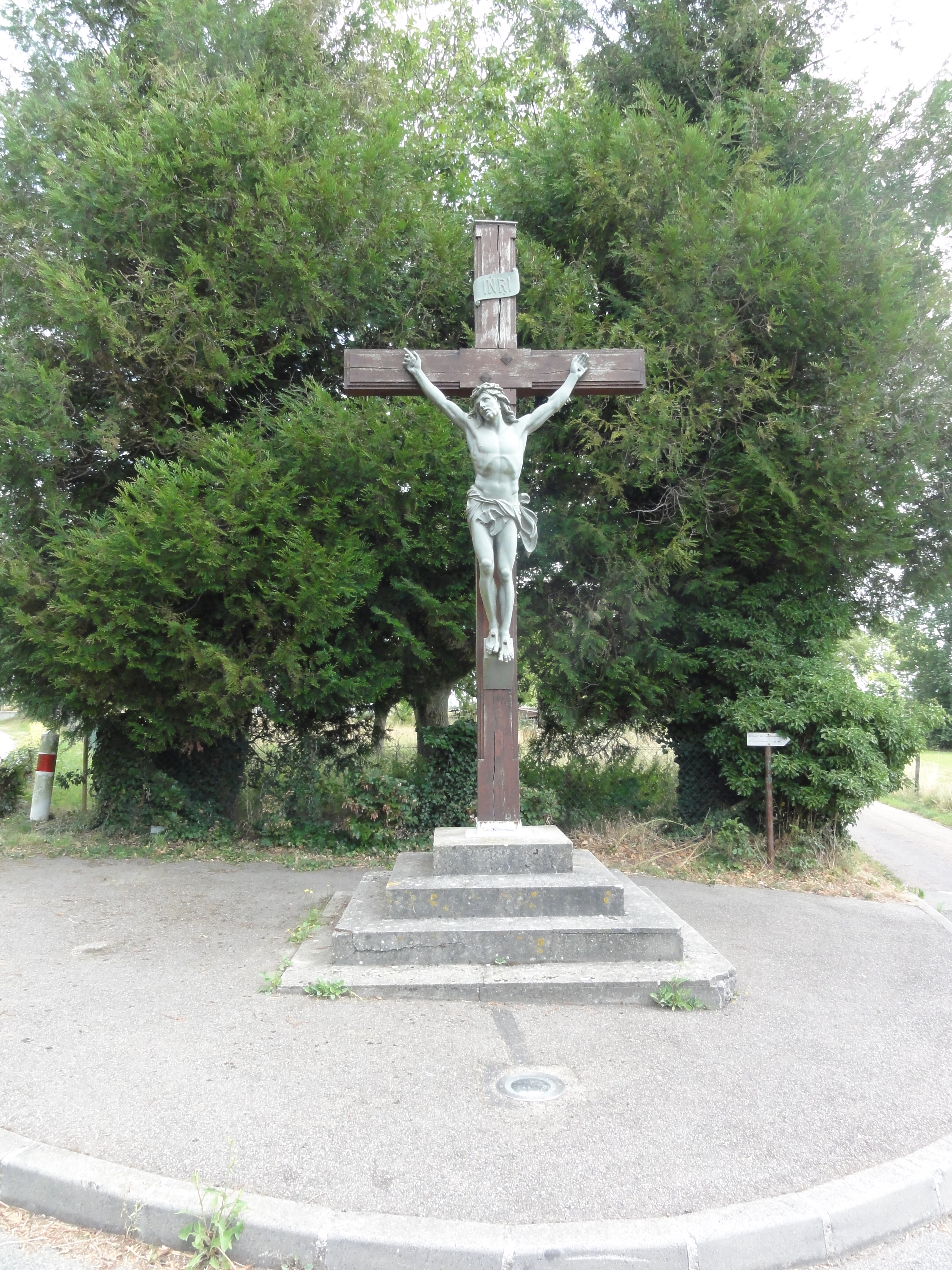
Le calvaire.

### Personnalités liées à la commune
- François Lucas (1745-?), homme politique né à Carville, député de la Seine-Inférieure de 1791 à 1792 puis député au Conseil des Cinq-Cents.